# EM i fodbold 2013 (kvinder)
Europamesterskabet i fodbold for kvinder 2013 (UEFA Women's Euro 2013) var det 11. EM i fodbold for kvinder gennem tiden afholdt af UEFA. Slutrunden blev afholdt i Sverige fra den 10. juli til 28. juli 2013. Slutrunden havde deltagelse af 12 hold.
Slutrunden blev den bedst besøgte kvindelige europamesterskab for kvinder nogensinde.
Finalen blev vundet af Tyskland, der slog Norge 1-0 i finalen foran 41.301 tilskuere på Friends Arena i Solna, Stockholm.

## Værtsland
To lande havde ansøgt om værtsskabet for turneringen, Holland og Sverige. Den 4. oktober 2010 annoncerede UEFA på en ceremoni i Minsk, Hviderusland, at Sverige fik tildelt værtsskabet.

## Kvalifikation
| Land     | Kvalificeret som   | Kvalificeret den   | Tidligere deltagelser i turneringen1                     |
| -------- | ------------------ | ------------------ | -------------------------------------------------------- |
| Sverige  | Vært               | 4. oktober 2010    | 8 (1984, 1987, 1989, 1995, 1997, 2001, 2005, 2009)       |
| Italien  | Vinder af gruppe 1 | 16. juni 2012      | 9 (1984, 1987, 1989, 1991, 1993, 1997, 2001, 2005, 2009) |
| Tyskland | Vinder af gruppe 2 | 16. juni 2012      | 8 (1989,2 1991, 1993, 1995, 1997, 2001, 2005, 2009)      |
| Norge    | Vinder af gruppe 3 | 19. september 2012 | 9 (1987, 1989, 1991, 1993, 1995, 1997, 2001, 2005, 2009) |
| Frankrig | Vinder af gruppe 4 | 15. september 2012 | 4 (1997, 2001, 2005, 2009)                               |
| Finland  | Vinder af gruppe 5 | 15. september 2012 | 2 (2005, 2009)                                           |
| England  | Vinder af gruppe 6 | 19. september 2012 | 6 (1984, 1987, 1995, 2001, 2005, 2009)                   |
| Danmark  | Vinder af gruppe 7 | 19. september 2012 | 7 (1984, 1991, 1993, 1997, 2001, 2005, 2009)             |
| Holland  | Bedste toer        | 19. september 2012 | 1 (2009)                                                 |
| Spanien  | Play-off vinder    | 24. oktober 2012   | 1 (1997)                                                 |
| Rusland  | Play-off vinder    | 25. oktober 2012   | 3 1997, 2001, 2009)                                      |
| Island   | Play-off vinder    | 25. oktober 2012   | 1 (2009)                                                 |

1 Fed skrift viser mesteren for det år. Kursiv viser værten det år
2 Som Vesttyskland

## Stadioner
Kampene blev spillet på syv forskellige stadioner. På visse stadioner var tilskuerkapaciteten reduceret under slutrunden. For eksempel var kapaciteten på Friends Arena, hvor finalen blev spillet 28. juli, reduceret fra ca. 50.000 til 30.000 tilskuere.
| Göteborg                                    | Solna                                                                                  | Norrköping                                  |
| ------------------------------------------- | -------------------------------------------------------------------------------------- | ------------------------------------------- |
| Gamla Ullevi                                | Friends Arena                                                                          | Nya Parken                                  |
| Kapacitet: 16.700                           | Kapacitet: 50.000                                                                      | Kapacitet: 10.300                           |
| Tre kampe i gruppespillet og en semifinale  | Finale                                                                                 | Tre kampe i gruppespillet og en semifinale  |
|                                             |                                                                                        |                                             |
| Linköping                                   | Halmstad Växjö Göteborg Solna Kalmar Norrköping LinköpingEM i fodbold for kvinder 2013 | Kalmar                                      |
| Arena Linköping                             | Halmstad Växjö Göteborg Solna Kalmar Norrköping LinköpingEM i fodbold for kvinder 2013 | Guldfågeln Arena                            |
| Kapacitet: 7.500                            | Halmstad Växjö Göteborg Solna Kalmar Norrköping LinköpingEM i fodbold for kvinder 2013 | Kapacitet: 10.900                           |
| Tre kampe i gruppespillet og en kvartfinale | Halmstad Växjö Göteborg Solna Kalmar Norrköping LinköpingEM i fodbold for kvinder 2013 | Tre kampe i gruppespillet og en kvartfinale |
|                                             | Halmstad Växjö Göteborg Solna Kalmar Norrköping LinköpingEM i fodbold for kvinder 2013 |                                             |
| Halmstad                                    | Halmstad Växjö Göteborg Solna Kalmar Norrköping LinköpingEM i fodbold for kvinder 2013 | Växjö                                       |
| Örjans vall                                 | Halmstad Växjö Göteborg Solna Kalmar Norrköping LinköpingEM i fodbold for kvinder 2013 | Myresjöhus Arena                            |
| Kapacitet: 7.500                            | Halmstad Växjö Göteborg Solna Kalmar Norrköping LinköpingEM i fodbold for kvinder 2013 | Kapacitet: 12.000                           |
| Tre kampe i gruppespillet og en kvartfinale | Halmstad Växjö Göteborg Solna Kalmar Norrköping LinköpingEM i fodbold for kvinder 2013 | Tre kampe i gruppespillet og en kvartfinale |
|                                             | Halmstad Växjö Göteborg Solna Kalmar Norrköping LinköpingEM i fodbold for kvinder 2013 |                                             |

## Dommere
UEFA udpegede tolv fodbolddommertrioer til at dømme ved slutrunden. Dommerne blev udpeget 19. juni 2013. 
Alle dommerne havde under turneringen indkvartering i Jönköping.
|   |          | Dommere            |
| - | -------- | ------------------ |
| ' | Finland  | Kirsi Heikkinen    |
| ' | Tyskland | Bibiana Steinhaus  |
| ' | Ungarn   | Katalin Kulcsár    |
| ' | Italien  | Silvia Spinelli    |
| ' | Rumænien | Teodora Albon      |
| ' | Rumænien | Cristina Dorcioman |
| ' | Sverige  | Jenny Palmqvist    |
| ' | Schweiz  | Esther Staubli     |
| ' | Ukraine  | Kateryna Monzul    |

|   |           | Linjedommere          |
| - | --------- | --------------------- |
| ' | Tjekkiet  | Lucie Ratajová        |
| ' | England   | Sian Massey           |
| ' | Finland   | Tonja Paavola         |
| ' | Tyskland  | Marina Wozniak        |
| ' | Ungarn    | Judit Kulcsár         |
| ' | Italien   | Romina Santuari       |
| ' | Norge     | Hege Steinlund        |
| ' | Rumænien  | Petruţa Iugulescu     |
| ' | Slovakiet | Maria Súkeníková      |
| ' | Spanien   | Maria Villa Gutiérrez |
| ' | Sverige   | Helen Karo            |
| ' | Ukraine   | Natalia Rachynska     |

|   |         | Fjerdedommere    |
| - | ------- | ---------------- |
| ' | Italien | Carina Vitulano  |
| ' | Malta   | Esther Azzopardi |
| ' | Polen   | Monika Mularczyk |

## Gruppespil

### Gruppe A
| Hold    | K | V | U | T | M+ | M- | MD | Pts |
| ------- | - | - | - | - | -- | -- | -- | --- |
| Sverige | 3 | 2 | 1 | 0 | 9  | 2  | +7 | 7   |
| Italien | 3 | 1 | 1 | 1 | 3  | 4  | -1 | 4   |
| Danmark | 3 | 0 | 2 | 1 | 3  | 4  | -1 | 2   |
| Finland | 3 | 0 | 2 | 1 | 1  | 6  | −5 | 2   |

| 10. juli 2013 18:00 |

| Italien | 0 – 0   | Finland |
| ------- | ------- | ------- |
|         | Rapport |         |

| Örjans vall, Halmstad Tilskuere: 3,011 Dommer: Teodora Albon (Rumænien) |

| 10. juli 2013 20:30 |

| Sverige     | 1 – 1  | Danmark       |
| ----------- | ------ | ------------- |
| Fischer 36' | Report | Gajhede 26' · |

| Gamla Ullevi, Göteborg Tilskuere: 16.128 Dommer: Bibiana Steinhaus (Tyskland) |

| 13. juli 2013 10:00 |

| Italien                    | 2 - 1  | Danmark        |
| -------------------------- | ------ | -------------- |
| Gabbiadini 55' · Mauro 60' | Report | Brogaard 66' · |

| Örjans Vall, Halmstad Tilskuere: 2.190 Dommer: Esther Staubli (Schweiz) |

| 13. juli 2013 20:30 |

| Finland                                         | 0 - 5  | Sverige |
| ----------------------------------------------- | ------ | ------- |
| Fischer 15, 36' · Asllani 38' · Schelin 60, 87' | Report |         |

| Gamla Ullevi, Göteborg Tilskuere: 16.414 Dommer: Cristina Dorcioman (Rumænien) |

| 16. juli 2013 20:30 |

| Sverige                                          | 3 - 1  | Italien          |
| ------------------------------------------------ | ------ | ---------------- |
| Manieri 47' (selvmål) · Schelin 49' · Öqvist 57' | Report | Gabbiadini 78' · |

| Örjans Vall, Halmstad Tilskuere: 7.288 Dommer: Katalin Kulcsár (Ungarn) |

| 16. juli 2013 20:30 |

| Danmark      | 1 - 1  | Finland       |
| ------------ | ------ | ------------- |
| Brogaard 29' | Report | Sjölund 87' · |

| Gamla Ullevi, Göteborg Tilskuere: 8.360 Dommer: Kateryna Monzul (Ukraine) |

### Gruppe B
| Hold     | K | V | U | T | M+ | M- | MD | Pts |
| -------- | - | - | - | - | -- | -- | -- | --- |
| Norge    | 3 | 2 | 1 | 0 | 3  | 1  | +2 | 7   |
| Tyskland | 3 | 1 | 1 | 1 | 3  | 1  | +2 | 4   |
| Island   | 3 | 1 | 1 | 1 | 2  | 4  | -2 | 4   |
| Holland  | 3 | 0 | 1 | 2 | 0  | 2  | −2 | 1   |

| 11. juli 2013 18:00 |

| Norge       | 1 - 1   | Island                    |
| ----------- | ------- | ------------------------- |
| Hegland 26' | Rapport | Viðarsdóttir 87' (str.) · |

| Guldfågeln Arena, Kalmar Tilskuere: 3.867 Dommer: Katalin Kulcsár (Ungarn) |

| 11. juli 2013 20:30 |

| Tyskland | 0 - 0   | Holland |
| -------- | ------- | ------- |
|          | Rapport |         |

| Myresjöhus Arena, Växjö Tilskuere: 8.861 Dommer: Silvia Spinelli (Italien) |

| 14. juli 2013 18:00 |

| Norge           | 1 - 0   | Holland |
| --------------- | ------- | ------- |
| Gulbrandsen 54' | Rapport |         |

| Guldfågeln Arena,, Kalmar Tilskuere: 4.256 Dommer: Teodora Albon (Rumænien) |

| 14. juli 2013 20:30 |

| Island | 0 - 3   | Tyskland                                |
| ------ | ------- | --------------------------------------- |
|        | Rapport | Lotzen 24' · Okoyino da Mbabi 55, 84' · |

| Myresjöhus Arena, Växjö Tilskuere: 4.620 Dommer: Kirsi Heikkinen (Finland) |

| 17. juli 2013 18:00 |

| Tyskland | 0 - 1   | Norge           |
| -------- | ------- | --------------- |
|          | Rapport | Isaksen 45+1' · |

| Guldfågeln Arena, Kalmar Tilskuere: 10.346 Dommer: Esther Staubli (Schweiz) |

| 17. juli 2013 18:00 |

| Holland | 0 - 1   | Island               |
| ------- | ------- | -------------------- |
|         | Rapport | Brynjarsdóttir 30' · |

| Myresjöhus Arena, Växjö Tilskuere: 3.406 Dommer: Cristina Dorcioman (Rumænien) |

### Gruppe C
| Hold     | K | V | U | T | M+ | M- | MD | Pts |
| -------- | - | - | - | - | -- | -- | -- | --- |
| Frankrig | 3 | 3 | 0 | 0 | 7  | 1  | +6 | 9   |
| Spanien  | 3 | 1 | 1 | 1 | 4  | 4  | 0  | 4   |
| Rusland  | 3 | 0 | 2 | 1 | 3  | 5  | -2 | 2   |
| England  | 3 | 0 | 1 | 2 | 3  | 7  | −4 | 1   |

| 12. juli 2013 18:00 |

| Frankrig                     | 3 - 1   | Rusland        |
| ---------------------------- | ------- | -------------- |
| Delie 21,33' · Le Sommer 67' | Rapport | Morozova 84' · |

| Nya Parken, Norrköping Tilskuere: 2.980 Dommer: Jenny Palmqvist (Sverige) |

| 12. juli 2013 20:30 |

| England                | 2 - 3   | Spanien                                     |
| ---------------------- | ------- | ------------------------------------------- |
| Aluko 8' · Bassett 89' | Rapport | Boquete 4' · Hermoso 85' · Putellas 90+3' · |

| Arena Linköping, Linköping Tilskuere: 5.190 Dommer: Kateryna Monzul (Ukraine) |

| 15. juli 2013 18:00 |

| England      | 1 - 1   | Rusland         |
| ------------ | ------- | --------------- |
| Duggan 90+2' | Rapport | Korovkina 38' · |

| Arena Linköping, Linköping Tilskuere: 3.629 Dommer: Bibiana Steinhaus (Tyskland) |

| 15. juli 2013 20:30 |

| Spanien | 0 - 1   | Frankrig    |
| ------- | ------- | ----------- |
|         | Rapport | Renard 5' · |

| Nya Parken, Norrköping Tilskuere: 5.068 Dommer: Carina Vitulano (Italien) |

| 18. juli 2013 18:00 |

| Frankrig                              | 3 - 0   | England |
| ------------------------------------- | ------- | ------- |
| Le Sommer 9' · Nécib 62' · Renard 64' | Rapport |         |

| Arena Linköping, Linköping Dommer: Kirsi Heikkinen (Finland) |

| 18. juli 2013 18:00 |

| Rusland       | 1 - 1   | Spanien       |
| ------------- | ------- | ------------- |
| Terekhova 44' | Rapport | Boquete 14' · |

| Nya Parken, Norrköping Dommer: Jenny Palmqvist (Sverige) |

### Rangering af tredjepladser
De to bedste hold på tredjepladsen i grupperne gik videre til slutspillet. I rangeringen af holdene på tredjepladserne brugte man kun holdenes pointantal. 
UEFA valgte at bruge denne metode for at undgå at holdene i sidste spillerunde af gruppespillet udnyttede resultaterne i de andre kampe og dermed ville få fordel af at spille senere. Desuden ville man også eliminere styrkeforskellen mellem grupperne ved at eliminere målscoren som faktor. Da både Danmark og Rusland endte med to point efter gruppespillet, blev der den 18. juli trukket lod om den sidste plads i slutspillet. Denne lodtrækning vandt Danmark, som dermed fik en plads i kvartfinalen.
| Gruppe | Hold    | Kampe | Point | Lodtrækning |
| ------ | ------- | ----- | ----- | ----------- |
| B      | Island  | 3     | 4     | –           |
| A      | Danmark | 3     | 2     | vundet      |
| C      | Rusland | 3     | 2     | tabt        |

## Slutspil
|  | Kvartfinaler           | Kvartfinaler           |                     |       | Semifinaler | Semifinaler |  |  | Finale | Finale |
|  |                        |                        |                     |       |             |             |  |  |        |        |
|  | 21. juli - Halmstad    |                        |                     |       |             |             |  |  |        |        |
|  |                        |                        |                     |       |             |             |  |  |        |        |
|  | Sverige                | 4                      |                     |       |             |             |  |  |        |        |
|  | Sverige                | 4                      | 24. juli – Göteborg |       |             |             |  |  |        |        |
|  | Island                 | 0                      |                     |       |             |             |  |  |        |        |
|  | Island                 | 0                      | Sverige             | 0     |             |             |  |  |        |        |
|  | 21. juli – Växjö       |                        | Sverige             | 0     |             |             |  |  |        |        |
|  |                        | Tyskland               | 1                   |       |             |             |  |  |        |        |
|  | Italien                | Tyskland               | 1                   | 0     |             |             |  |  |        |        |
|  | Italien                |                        | 28. juli – Solna    | 0     |             |             |  |  |        |        |
|  | Tyskland               | 1                      |                     |       |             |             |  |  |        |        |
|  | Tyskland               | 1                      | Tyskland            | 1     |             |             |  |  |        |        |
|  | 22. juli – Kalmar      |                        | Tyskland            | 1     |             |             |  |  |        |        |
|  |                        | Norge                  | 0                   |       |             |             |  |  |        |        |
|  | Norge                  | Norge                  | 0                   | 3     |             |             |  |  |        |        |
|  | Norge                  | 25. juli – Norrköping  |                     | 3     |             |             |  |  |        |        |
|  | Spanien                | 1                      |                     |       |             |             |  |  |        |        |
|  | Spanien                | 1                      | Norge               | 1 (4) |             |             |  |  |        |        |
|  | 22. juli – Linköping   |                        | Norge               | 1 (4) |             |             |  |  |        |        |
|  |                        | Danmark (straffespark) | 1 (2)               |       |             |             |  |  |        |        |
|  | Frankrig               | Danmark (straffespark) | 1 (2)               | 1 (2) |             |             |  |  |        |        |
|  | Frankrig               |                        |                     | 1 (2) |             |             |  |  |        |        |
|  | Danmark (straffespark) | 1 (4)                  |                     |       |             |             |  |  |        |        |
|  | Danmark (straffespark) | 1 (4)                  |                     |       |             |             |  |  |        |        |

### Kvartfinaler
| 21. juli 2013 15:00 |

| Sverige                                          | 4 - 0   | Island |
| ------------------------------------------------ | ------- | ------ |
| M. Hammarström 3' · Öqvist 14' · Schelin 19, 59' | Rapport |        |

| Örjans vall, Halmstad Tilskuere: 7,468 Dommer: Kirsi Heikkinen (Finland) |

| 21. juli 2013 18:00 |

| Italien | 0 - 1   | Tyskland      |
| ------- | ------- | ------------- |
|         | Rapport | Laudehr 26' · |

| Myresjöhus Arena, Växjö Tilskuere: 9,265 Dommer: Katalin Kulcsár (Ungarn) |

| 22. juli 2013 18:00 |

| Norge                                               | 3 - 1   | Spanien         |
| --------------------------------------------------- | ------- | --------------- |
| Gulbrandsen 24' · Paredes 43' (sm.) · Hegerberg 64' | Rapport | Hermoso 90+3' · |

| Guldfågeln Arena, Kalmar Tilskuere: 10,435 Dommer: Bibiana Steinhaus (Tyskland) |

| 22. juli 2013 20:45 |

| Frankrig         | 1 - 1 (e.f.s.) | Danmark         |
| ---------------- | -------------- | --------------- |
| Nécib 71' (str.) | Rapport        | Rasmussen 28' · |

| Arena Linköping, Linköping Tilskuere: 7,448 Dommer: Carina Vitulano (Italien) |

|                                 |       | Straffesparkskonkurrence                             |  |
| Nécib Thiney Le Sommer Delannoy | 2 – 4 | Røddik Hansen Rydahl Bukh Nadim Nielsen Arnth Jensen |  |

### Semifinaler
| 24. juli 2013 20:30 |

| Sverige | 0 - 1   | Tyskland       |
| ------- | ------- | -------------- |
|         | Rapport | Marozsán 33' · |

| Gamla Ullevi, Göteborg Tilskuere: 16.608 Dommer: Esther Staubli (Schweiz) |

| 25. juli 2013 20:30 |

| Norge          | 1 - 1   | Danmark       |
| -------------- | ------- | ------------- |
| Christensen 3' | Rapport | Gajhede 87' · |

| Nya Parken, Norrköping Tilskuere: 9.260 Dommer: Kateryna Monzul (Ukraine) |

|                                      |       | Straffesparkskonkurrence             |  |
| Gulbrandsen Dekkerhus Mjelde Rønning | 4 – 2 | Røddik Hansen Nielsen Nadim Brogaard |  |

### Finale
| 24. juli 2013 20:30 |

| Tyskland   | 1 - 0   | Norge |
| ---------- | ------- | ----- |
| Mittag 49' | Rapport |       |

| Friends Arena, Solna Tilskuere: 41.301 Dommer: Cristina Dorcioman (Rumænien) |

## Statistik

### Målscorere
5 mål
- Lotta Schelin

3 mål
- Nilla Fischer

2 mål
| - Mia Brogaard - Mariann Gajhede - Marie-Laure Delie - Eugénie Le Sommer | - Louisa Nécib - Wendie Renard - Célia Okoyino da Mbabi - Melania Gabbiadini | - Solveig Gulbrandsen - Verónica Boquete - Jennifer Hermoso - Josefine Öqvist |

1 mål
| - Johanna Rasmussen - Eniola Aluko - Laura Bassett - Toni Duggan - Annica Sjölund - Simone Laudehr - Lena Lotzen - Dzsenifer Marozsán | - Anja Mittag - Dagný Brynjarsdóttir - Margrét Lára Viðarsdóttir - Ilaria Mauro - Marit Fiane Christensen - Ada Hegerberg - Kristine Wigdahl Hegland | - Ingvild Isaksen - Nelli Korovkina - Elena Morozova - Elena Terekhova - Alexia Putellas - Kosovare Asllani - Marie Hammarström |

Selvmål
- Raffaella Manieri (i kampen mod Sverige)
- Irene Paredes (i kampen mod Norge)

### Hæder
Turneringens UEFA-trup
| Målmænd                                              | Forsvarere | Midtbanespillere | Angribere                                                                                                 |
| ---------------------------------------------------- | --- | --- | --- |
| Nadine Angerer Ingrid Hjelmseth Stina Lykke Petersen | Saskia Bartusiak Laure Boulleau Marit Fiane Christensen Nilla Fischer Annike Krahn Maren Mjelde Wendie Renard | Lena Goeßling Solveig Gulbrandsen Dzsenifer Marozsán Louisa Nécib Katrine Søndergaard Pedersen Caroline Seger Josefine Öqvist | Verónica Boquete Melania Gabbiadini Eugénie Le Sommer Célia Okoyino da Mbabi Lotta Schelin Gaëtane Thiney |

Guldstøvlen (Golden Boot)
| Guldstøvlen                   | Sølvstøvlen                   | Bronzestøvlen                |
| ----------------------------- | ----------------------------- | ---------------------------- |
| Lotta Schelin 5 mål 2 assists | Nilla Fischer 3 mål 0 assists | Louisa Nécib 2 mål 2 assists |